# ISO 3166-2:SS
Kódy ISO 3166-2 pro Jižní Súdán identifikují 10 jihosúdánských států (stav v roce 2015). První část (SS) je mezinárodní kód pro Jižní Súdán, druhá část sestává ze dvou velkých písmen anglické abecedy identifikujících stát.

## Seznam kódů států
| kód   | stát                    |
| ----- | ----------------------- |
| SS-EC | Střední rovníkový stát  |
| SS-EE | Východní rovníkový stát |
| SS-JG | Jonglei                 |
| SS-LK | Jezera                  |
| SS-BN | Severní Bahr al-Ghazál  |
| SS-UY | Jednota                 |
| SS-NU | Horní Nil               |
| SS-WR | Warrap                  |
| SS-BW | Západní Bahr al-Ghazál  |
| SS-EW | Západní rovníkový stát  |